# 정읍군 을
정읍군 을은 대한민국의 옛 국회의원 선거구이다. 당시 전라북도 정읍군의 일부 지역을 관할했다.

## 역사
제헌 국회의원 선거를 앞두고 정읍군의 일부 지역을 관할하는 선거구로 신설되었다. 신설 당시 정읍군 신태인읍, 태인면, 정우면, 감곡면, 옹동면, 칠보면, 산내면, 산외면을 관할했다.
제6대 국회의원 선거를 앞두고 정읍군 갑, 을 선거구가 통합되면서 정읍군 단독 선거구를 이루게 됨에 따라 폐지되었다.

## 역대 국회의원
| 선거   | 정당 | 정당         | 의원   |
| ------ | ---- | ------------ | ------ |
| 1948년 |      | 한국민주당   | 김종문 |
| 1950년 |      | 노농청년연맹 | 김택술 |
| 1954년 |      | 무소속       | 김택술 |
| 1958년 |      | 민주당       | 송영주 |
| 1960년 |      | 무소속       | 송능운 |
| 1961년 |      | 무소속       | 김성환 |

## 역대 선거 결과

### 대한민국 제헌 국회의원 선거
|  | 40.40% |

|  | 31.57% |

|  | 20.22% |

|  | 4.38% |

|  | 3.40% |

### 대한민국 제2대 국회의원 선거
|  | 25.04% |

|  | 20.01% |

|  | 16.97% |

|  | 6.68% |

|  | 5.48% |

|  | 3.76% |

|  | 3.72% |

|  | 3.63% |

|  | 3.30% |

|  | 3.03% |

|  | 2.94% |

|  | 2.73% |

|  | 2.64% |

### 대한민국 제3대 국회의원 선거
|  | 23.37% |

|  | 19.98% |

|  | 14.80% |

|  | 13.09% |

|  | 11.30% |

|  | 11.25% |

|  | 4.94% |

|  | 1.23% |

|  | 0% |

### 대한민국 제4대 국회의원 선거
|  | 36.94% |

|  | 28.70% |

|  | 22.55% |

|  | 11.80% |

### 대한민국 제5대 국회의원 선거
|  | 15.24% |

|  | 13.21% |

|  | 13.02% |

|  | 9.47% |

|  | 9.10% |

|  | 8.22% |

|  | 7.24% |

|  | 6.62% |

|  | 5.02% |

|  | 4.10% |

|  | 4.02% |

|  | 2.98% |

|  | 1.69% |

### 1961년 대한민국 재보궐선거
송능운 의원의 의원직 상실로 인해 치러진 1961년 대한민국 재보궐선거에서 무소속 김성환 후보가 당선되었다.